# Hippocampus mohnikei
Hippocampus mohnikei é uma espécie de peixe da família Syngnathidae.
Pode ser encontrada nos seguintes países: Japão, possivelmente Camboja, possivelmente China, possivelmente Tailândia e possivelmente em Vietname.
Os seus habitats naturais são: mar aberto, mar costeiro, pradarias aquáticas subtidais, recifes de coral, águas estuarinas, zonas intertidais, marismas intertidais, lagoas costeiras de água salgada, lagoas costeiras de água doce e sistemas cársticos.